# Bastien Soury
Pour les articles homonymes, voir Soury.
Pas d'image ? Cliquez ici

a Compétitions nationales et continentales officielles uniquement.

Dernière mise à jour le 25 septembre 2024.
Bastien Soury, né le 18 mars 1995 à Paris, est un joueur français de rugby à XV jouant au poste de talonneur au FC Grenoble depuis 2024.

## Biographie
Natif de Paris, Bastien Soury arrive à l'âge de 3 ans à Toulon où sa mère et ses grands-parents sont originaires.
Il débute le rugby au RC Vallée du Gapeau à Solliès-Pont avant de rester pendant seize ans au RC Toulon où il fait ses débuts en équipe première lors de la saison 2015-2016.
Il s'engage au Biarritz olympique en octobre 2021 en tant que joker médical de Lucas Peyresblanques, avant de prolonger son contrat jusqu'en 2025 en décembre 2021.
Finalement en 2024-2025, Bastien Soury signe au FC Grenoble,.

## Palmarès
- RC Toulon
  - Finaliste du Championnat de France en 2016 et 2017.
- FC Grenoble
  - Finaliste du Championnat de France de 2e division en 2025.